# Walter Munk
Walter Heinrich Munk (Viena, 19 de outubro de 1917 – La Jolla, 8 de fevereiro de 2019) foi um oceanógrafo norte-americano.
Foi professor emérito de geofísica no Scripps Institution of Oceanography em La Jolla.
Faleceu em 8 de fevereiro de 2019 aos 101 anos de idade.

## Prémios e honrarias
- Medalha Arthur L. Day (1965)[2]
- Medalha de Ouro da Royal Astronomical Society (1968)[3]
- Gibbs Lecture (1970)[4]
- Medalha Alexander Agassiz (1976)[5]
- Medalha Maurice Ewing (1976)[6]
- Prémio Capitão Robert Dexter Conrad (1978)
- Medalha Nacional de Ciências (1983)[7]
- Medalha William Bowie (1989)[8]
- Prémio Vetlesen (1993)[9]
- Prémio Kyoto (1999)[10]
- Medalha Príncipe Albert I (2001)
- Prémio Crafoord (2010)[11]